# Wierzbno (stacja metra)
Wierzbno – stacja linii M1 metra w Warszawie zlokalizowana u zbiegu ulic Woronicza, al. Niepodległości i Naruszewicza.

## Opis stacji
Nazwa stacji została nadana uchwałą Rady Narodowej m.st. Warszawy 16 grudnia 1983. Jej budowa rozpoczęła się w 1986. 
Stacja jednokondygnacyjna, łukowa, bez słupów, utrzymana w kolorach szarym i żółtym. Peron-wyspa ma szerokość 10 m i długość 120 m. Na powierzchnię prowadzą schody oraz dwie windy dla niepełnosprawnych od ul. Woronicza oraz al. Niepodległości. Na terenie stacji znajdują się niewielkie punkty handlowe, bankomat oraz toalety.
Stacja przystosowana jest do pełnienia, w razie konieczności, funkcji schronu dla ludności cywilnej. Służą temu między innymi grube stalowe drzwi znajdujące się przy każdym wejściu na teren stacji.